# Avatar: The Last Airbender mùa 1
Quyển 1: Thủy là phần đầu tiên của loạt phim hoạt hình Mỹ Avatar: The Last Airbender, được sáng tạo bởi Michael Dante DiMartino và Bryan Konietzko, sản xuất bởi Nickelodeon Animation Studio. Mùa này gồm 20 tập, phát sóng trên Nickelodeon từ ngày 21 tháng 2 đến 2 tháng 12 năm 2005.
Dàn diễn viên lồng tiếng chính bao gồm Zach Tyler Eisen (Aang), Mae Whitman (Katara), Jack DeSena (Sokka), Dante Basco (Zuko), Dee Bradley Baker (Appa, Momo), Mako Iwamatsu (Iroh) và Jason Isaacs (Đô đốc Zhao).

## Nội dung
Mùa đầu theo chân hành trình của Aang cùng Katara và Sokka tới Bắc Thủy tộc để tìm một thầy dạy ngự thủy sư cho Aang và Katara. Hành tinh đang bị chiến tranh giữa Hỏa quốc và các dân tộc khác, sau khi Hỏa quốc thực hiện cuộc diệt chủng đối với Phong tộc cách đây 100 năm. Aang – hiện thân của Avatar – phải học thành thạo bốn nguyên tố (Khí, Thủy, Thổ, Hỏa) để chấm dứt chiến tranh.
Trong chuyến hành trình, họ bị truy đuổi bởi hoàng tử Zuko cùng chú là tướng Iroh, và đô đốc Zhao của Hạm đội Hỏa quốc.

## Đón nhận và phát hành
Mỗi tập mùa này đều thu hút hơn 1 triệu người xem trong lần phát sóng đầu tiên. Tại Hoa Kỳ, từ 31 tháng 1 đến 19 tháng 9 năm 2006, đã phát hành 5 đĩa DVD mỗi bộ gồm 4 tập. Ngày 12 tháng 9 năm 2006, bộ "Complete Book 1 Collection Box Set" ra mắt, bao gồm tất cả 20 tập cùng các nội dung phụ trợ. Phiên bản DVD ban đầu chỉ tương thích với vùng phát hành số 1, nhưng từ 2007–2009 đã có bản vùng 2 dành cho châu Âu.
Quyển 1: Thủy thiết lập cốt truyện nền tảng cho cả loạt series, giới thiệu thế giới và nhân vật chính, trong đó Aang – Avatar trẻ – bắt đầu hành trình học ngự thuật để chấm dứt chiến tranh. Mùa phim được đánh giá cao về ý nghĩa nhân văn, tính giải trí và nhân vật sâu sắc.

## Sản xuất
Series do Nickelodeon Animation Studio sản xuất và phát sóng trên kênh Nickelodeon thuộc Viacom. Nhà sản xuất điều hành là Michael Dante DiMartino và Bryan Konietzko, cùng biên kịch trưởng kiêm đồng sản xuất Aaron Ehasz. Đạo diễn chính gồm Dave Filoni (đạo diễn 8 tập), Lauren MacMullan và Giancarlo Volpe (mỗi người 5 tập), còn Anthony Lioi đạo diễn 2 tập.
Các tập được viết bởi đội ngũ gồm Nick Malis, John O'Bryan, Matthew Hubbard, James Eagan, Ian Wilcox, Tim Hedrick và Elizabeth Welch. Âm nhạc của cả mùa do Jeremy Zuckerman và Benjamin Wynn (The Track Team) sáng tác; hai studio Hàn Quốc DR Movie và JM Animation Co. chịu trách nhiệm sản xuất hoạt hình.

## Dàn diễn viên
- Zach Tyler Eisen – lồng tiếng Aang
- Mae Whitman – lồng tiếng Katara
- Jack DeSena – lồng tiếng Sokka
- Dante Basco – lồng tiếng Zuko
- Mako Iwamatsu – lồng tiếng Iroh
- Dee Bradley Baker – lồng tiếng Appa và Momo
- Jason Isaacs – lồng tiếng Đô đốc Zhao

## Phiên bản chuyển thể người đóng
- Phim điện ảnh 2010 (Tiết khí sư cuối cùng) – Dựa trên mùa 1, ra rạp ngày 1 tháng 7 năm 2010, do M. Night Shyamalan đạo diễn.[7][8] Dù doanh thu đạt 319 triệu USD (với kinh phí 150 triệu USD), phim bị giới phê bình và fan chỉ trích dữ dội.
- Loạt Netflix 2024 – Phiên bản live-action độc lập của mùa 1 được phát trên Netflix từ ngày 22 tháng 2 năm 2024, với 8 tập.[9][10] Loạt nhận đánh giá trái chiều.